# Mesocapromys nanus
Mesocapromys nanus là một loài động vật có vú trong họ Capromyidae, bộ Gặm nhấm. Loài này được G. M. Allen mô tả năm 1917.